# مری پیکفورد (کوکتل)
مری پیکفورد یک کوکتل دوران ممنوعیت الکل است که با رام سفید، آب آناناس تازه، گرانادین و لیکور ماراشینو (لیکور گیلاس ماراسکا و شربت نیشکر) درست می‌شود.  این کوکتل تکان داده و سرد، اغلب با گیلاس ماراشینو سرو می شود.

## تاریخ پیدایش
این کوکتل که به نام مری پیکفورد (۱۸۹۲–۱۹۷۹) بازیگر کانادایی-آمریکایی نامگذاری شده است، گفته می‌شود که این کوکتل در دهه ۱۹۲۰ توسط ادی وولکه یا فرد کافمن در هتل ناسیونال کوبا زمانی که در سفری که به همراه چارلی چاپلین به هاوانا رفته بود برای او ساخته شده است.